# 不兰奚 (晃合丹氏)
不蘭奚（13世纪—1276年），元朝大臣，晃合丹氏（晃豁坛氏）。是成吉思汗义父蒙力克的曾孙，脱栾的孙子。
不兰奚的父亲伯八被元世祖擢为万户，命领诸部军马屯守谦谦州。至元十二年（1275年），亲王昔列吉、脱铁木兒叛奔海都，伯八阵亡。脱铁木兒俘虏不兰奚和他哥哥八剌，让他们分置左右，对待他们很好。一年后，八剌兄弟为父报仇，计划泄露。八剌、不兰奚率领家族南奔，兄弟就擒。八剌不屈，脱铁木兒用铁挝砸碎他的膝盖，始终不跪，与弟不兰奚同时被害。